# Lee Tamahori
Warren Lee Tamahori (n. 17 de junio de 1950; Wellington, Nueva Zelanda) es un director de cine y televisión neozelandés afincado en Estados Unidos. Ha dirigido películas como Once Were Warriors (1994), Mulholland Falls (1996), Die Another Day (2002), XXX 2: estado de emergencias (2005) y Next (2007).

## Biografía
Warren Lee Tamahori nació el 17 de junio de 1950 en Wellington, Nueva Zelanda. Sus padres tenían diferentes nacionalidades, siendo su padre maorí y su madre inglesa. Se unió a la industria cinematográfica de Nueva Zelanda en la década de los 70 y una década después empezó a ser director de segunda unidad, dirigiendo numerosas series de televisión. Con anterioridad había trabajado como asistente de director y fotógrafo.

## Doble vida
El 8 de enero de 2006, Tamahori, vestido como una mujer, fue arrestado en la ciudad de Los Ángeles tras ofrecerle sexo oral a un policía encubierto. Tamahori llegó a un acuerdo para no ser acusado de prostitución y fue liberado.

## Filmografía

### Cine y televisión
| Año  | Título                       | Notas                                |
| ---- | ---------------------------- | ------------------------------------ |
| 1992 | The Long Rain                | episodio de The Ray Bradbury Theater |
| 1994 | Once Were Warriors           |                                      |
| 1996 | Mulholland Falls             |                                      |
| 1997 | The Edge                     |                                      |
| 1993 | Along Came a Spider          |                                      |
| 2000 | Los Soprano                  | 1 episodio                           |
| 2002 | Die Another Day              |                                      |
| 2005 | XXX 2: estado de emergencias |                                      |
| 2007 | Next                         |                                      |
| 2010 | The Devil's Double           |                                      |
| 2025 | Emperador                    |                                      |